# Sally Emerson
Sally Emerson (16 dicembre 1954) è una scrittrice britannica.
Ha scritto alcuni romanzi e un'antologia di poesie, come anche numerosi articoli per The Sunday Times, The Guardian e The Washington Post.
Nel 1980 ha sposato l'editore Peter Stothard e, all'inizio degli anni ottanta, ebbe una relazione con Douglas Adams.

## Libri
- Second Sight (1980), ISBN 0-7181-1965-7
- Listeners (1983), ISBN 0-7181-2134-1
- A Celebration of Babies: An Anthology of Poetry and Prose (ed., 1986), ISBN 0-216-91864-2
- Fire Child (1987), ISBN 0-7181-2832-X
- Separation (1992), ISBN 0-356-19587-2
- Heat (1998), ISBN 0-316-64317-3
- Broken Bodies (2001), ISBN 0-316-85483-2
- In Loving Memory: A Collection for Memorial Services, Funerals and Just Getting By (ed., 2004), ISBN 0-316-72599-4
- Be Mine: An Anthology for Lovers, Weddings and Ever After (ed., 2007), ISBN 0-316-73258-3